# قائمة جسور السويد

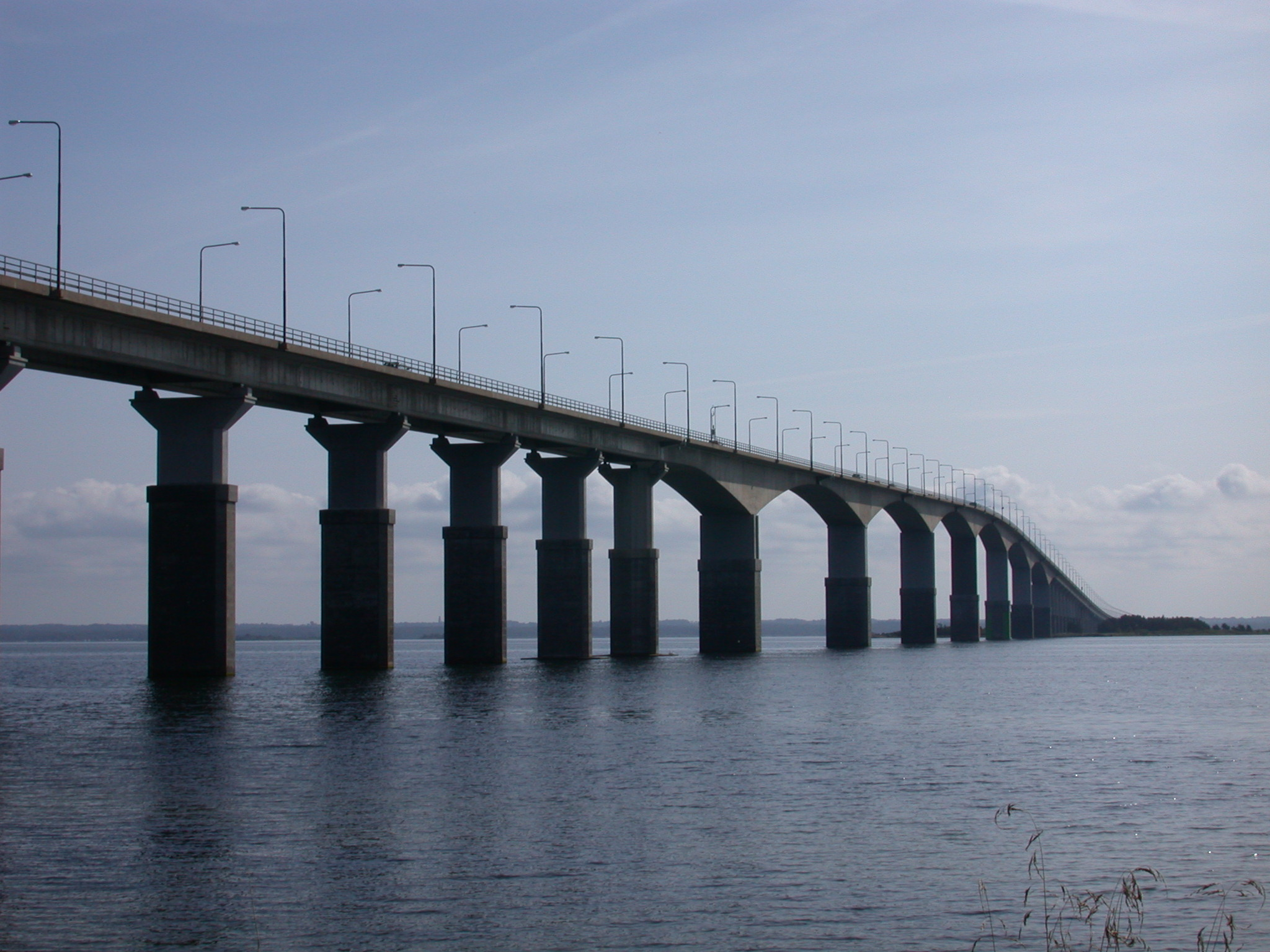
جسر أولاند

الجسر أو القنطرة (ج القناطر) هو مُنشأ يُستخدم للعبور من مكان إلى آخر بينهما عائق.

## قائمة الجسور السويد
تحتوي هذه القائمة على أسماء الجسور في السويد.
- جسر أوريسند
- جسر أولاند
- جسر لغلستا

- جسر دالبو